# Neivamyrmex swainsonii
Neivamyrmex swainsonii es una especie de hormiga guerrera del género Neivamyrmex, subfamilia Dorylinae. 

## Distribución
Esta especie se encuentra en Bolivia, Brasil, Costa Rica, Ecuador, Guatemala, México, Nicaragua, Panamá y los Estados Unidos.